# Joël Augros
Pour les articles homonymes, voir Augros.
Joël Augros est un écrivain français spécialiste de l’histoire du cinéma américain, également auteur de livres-jeux dans la collection Histoires à jouer et enseignant-chercheur. Parallèlement à son activité d'écrivain, il enseigne le cinéma à l'Université Bordeaux Montaigne, où il est notamment chargé des cours d'Histoire du cinéma hollywoodien classique et d'Initiation à l'économie du cinéma et de l'audiovisuel.